# Carlos Casares Mouriño

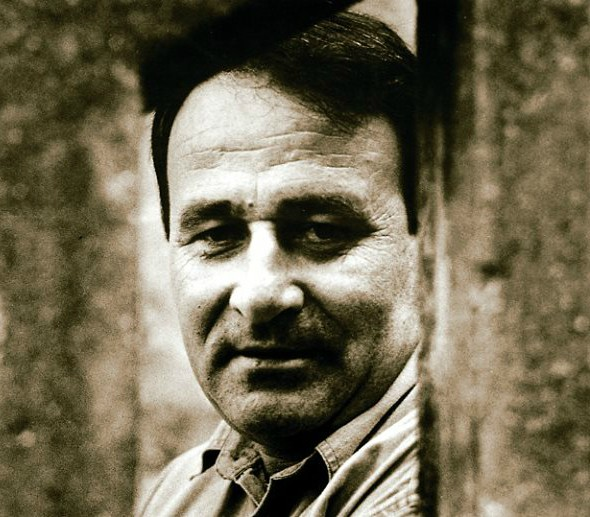
Carlos Casares

Carlos Casares Mouriño (24. August 1941 in Ourense – 9. März 2002 in Nigrán) war ein galicischer Schriftsteller und Politiker.

## Leben
Carlos Casares wurde 1941 in Ourense als zweites von drei Kindern in einer Mittelstandsfamilie geboren. Als er drei Jahre alt war, zog seine Familie nach Xinzo de Limia, wo sein Vater als Lehrer arbeitete. In dieser ländlichen Gegend war er in starkem Kontakt mit der galicischen Sprache.
Seine Familie war sehr religiös. Daher wurde er von 1952 bis 1957 ins Priesterseminar nach Ourense geschickt, wo er eine humanistische Bildung erhielt. In diesen Jahren erlebte er eine starke Unterdrückung als Sprecher der galicischen Sprache. Dies regte ihn zu einer nonkonformistischen Denkweise an, die ihn zu seiner ersten literarischen Mitwirkung führte, einer geheimen Zeitschrift namens El averno (Die Unterwelt).
Casares verließ darauf das Seminar und beendete das letzte Jahr der Sekundarschule im Selbststudium. Er hatte daher viel Freizeit, um sein literarisches Schaffen zu beginnen. Dabei erhielt er einen ersten Preis bei einem Schreibwettbewerb in Ourense, der ihm ermöglichte, den galicischen Intellektuellen Vicente Risco zu treffen.
Nach Ende seiner Schulzeit studierte Casares von 1961 bis 1967 Philosophie und Sprache mit Spezialisierung in romanischer Philologie an der Universität in Santiago de Compostela. Dort lernte er Arcadio López-Casanova und dank diesem Ramón Piñeiro kennen, der einen großen Einfluss auf Casares hatte und ihn in die kulturelle Bewegung gegen den Diktator Francisco Franco involvierte. Casares wurde Teil der ADE (Asociación Democrática de Estudiantes, Demokratische Studentenverbindung) und FELIPE (Frente de Liberación Popular, Befreiungsfront des Volks), wo er „den Marxismus entdeckte und sich wie ein Marxist fühlte“. Während seiner Zeit an der Universität vergaß er seine literarische Arbeit jedoch nicht. 1965 publizierte er diverse Erzählungen in der Zeitschrift Grial. 1967 kam sein erstes Werk, Vento Ferido, heraus.
Nach seinem Studium kehrte er nach Xinzo zurück und suchte eine Stelle als Lehrer. In Viana do Bolo wurde er 1969 am Colegio Libre Asociado als Assistenzlehrer angestellt. Dort kam es jedoch zu Konflikten mit dem Schulleiter, da Casares Aktivitäten organisierte, die vom frankistischen Staat nicht toleriert wurden. Es war ihm danach verboten, in Galicien weiter zu unterrichten. Er zog daher ins Baskenland und arbeitete dort als Lehrer, kehrte aber später wieder nach Galicien zurück.
1971 traf er auf einer Zugreise die Schwedin Kristina Berg (1948–2012), die er noch im gleichen Jahr heiratete. Casares besuchte daraufhin Schweden regelmäßig und entdeckte dort eine offene, demokratische und fortschrittliche Gesellschaft. In Schweden wurden auch seine beiden Kinder geboren.
1974 erhielt Casares eine Stelle als Spanischlehrer in Cangas do Morrazo. Ein Jahr später gewann er den Literaturpreis des Galaxia-Verlages zum 25-jährigen Jubiläum des Verlages mit dem Roman Xoguetes para un tempo prohibido, in dem er seine Generation porträtierte. Daraufhin wurde er als einer der innovativsten und signifikantesten aufstrebenden Stimmen der galicischen narrativen Prosa anerkannt. Er studierte auch die Arbeiten anderer galicischer Intellektueller und schrieb Essays dazu. 1977 wurde er das jüngste Mitglied der Real Academia Galega (Königliche Galicische Akademie).
Neben seiner Arbeit als Essayist vernachlässigte Casares die Literatur nicht und publizierte weiterhin angesehene Werke. Er schrieb Os escuros soños de Clío (1979), Ilustrísima (1980), Os mortos daquel verán (1987), Deus sentado nun sillón azul (1996) und O sol do verán (2002). Des Weiteren schrieb er zahlreiche Kinderbücher und übersetzte Werke von anderen Schriftstellern ins Galicische.
Carlos Casares war in den Jahren nach Francos Tod neben seiner Tätigkeit als Schriftsteller auch in der Politik tätig. Er war einer der Initiatoren eines Manifests namens Realidade Galega (Galicische Realität), dessen Ziel es war, den Autonomiestatus zu erlangen, ähnlich demjenigen von Katalonien und dem Baskenland. Casares und sein Freund und Partner Ramón Piñeiro wurden in die Spanische Sozialistische Arbeiterpartei (Partido Socialista Obrero Español) aufgenommen und wurden 1981 Mitglieder des ersten Galicischen Parlaments.
Im Parlament setzten sich beide dafür ein, eine Sprachpolitik für Galicien zu erschaffen. Ein entsprechendes Gesetz wurde 1983 abgesegnet. Eine neue Institution namens Consello da Cultura Galega (Galicischer Kulturrat) wurde als Teil ihrer Arbeit ebenfalls ins Leben gerufen.
Die politische Arbeit entsprach jedoch nicht Casares Vorstellungen, weshalb er sich nicht nochmals zur Wahl aufstellte. Stattdessen fokussierte er sich auf die Kultur und wurde Vorsitzender des Consello da Cultura Galega von 1996 bis 2002. Er leitete auch den Verlag Galaxia (1986–2002) und die Zeitschrift Grial.
In den 1990er Jahren reiste Carlos Casares viel und beteiligte sich an zahlreichen Konferenzen. Er nahm teil am PEN International Kongress in Maastricht, Toronto und Santiago de Compostela, war Teil des Literarischen Kolloquiums in Berlin und lehrte die galicische Sprache in Städten auf der ganzen Welt, beispielsweise New York.
Carlos Casares starb am 9. März 2002 an einem Herzinfarkt.